# Liste de mines en Océanie
Voici une liste de mines situées en Océanie.

## Liste
| numéro | image | nom                                   | ressources | pays                      | localisation administrative | géolocalisation               | propriétaire |
| ------ | ----- | ------------------------------------- | ---------- | ------------------------- | --------------------------- | ----------------------------- | ------------ |
| 1      |       | mine Vatukoula                        |            | Fidji                     |                             |                               |              |
| 2      |       | mine Vanua Levu                       |            | Fidji                     |                             |                               |              |
| 3      |       | mine Waisoi                           |            | Fidji                     |                             |                               |              |
| 4      |       | mine Koniambo                         |            | Nouvelle-Calédonie        |                             |                               |              |
| 5      |       | mine Goro                             |            | Nouvelle-Calédonie        |                             |                               |              |
| 6      |       | mine Strongman                        |            | Nouvelle-Zélande          | West Coast                  | 42° 20′ 36″ S, 171° 18′ 18″ E |              |
| 7      |       | mine Stockton                         |            | Nouvelle-Zélande          | West Coast                  | 41° 40′ 05″ S, 171° 52′ 01″ E |              |
| 8      |       | mine de Pike River                    |            | Nouvelle-Zélande          | West Coast                  | 42° 12′ 19″ S, 171° 28′ 55″ E |              |
| 9      |       | mine Tyneside                         |            | Nouvelle-Zélande          |                             | 42° 26′ 04″ S, 171° 19′ 26″ E |              |
| 10     |       | projet minier du nord du mont William |            | Nouvelle-Zélande          |                             | 41° 41′ 24″ S, 171° 54′ 33″ E |              |
| 11     |       | mine de Macraes                       |            | Nouvelle-Zélande          |                             | 45° 22′ 34″ S, 170° 27′ 01″ E |              |
| 12     |       | mine Tui                              |            | Nouvelle-Zélande          |                             | 37° 31′ 13″ S, 175° 43′ 44″ E |              |
| 13     |       | mine Cypress                          |            | Nouvelle-Zélande          |                             | 41° 42′ 05″ S, 171° 53′ 19″ E |              |
| 14     |       | mine de Martha                        | or argent  | Nouvelle-Zélande          | Waihi                       | 37° 23′ 08″ S, 175° 50′ 33″ E |              |
| 15     |       | mine Brunner                          |            | Nouvelle-Zélande          |                             | 42° 25′ 57″ S, 171° 19′ 22″ E |              |
| 16     |       | mine Golden Cross                     |            | Nouvelle-Zélande          |                             | 37° 20′ 32″ S, 175° 46′ 27″ E |              |
| 17     |       | projet minier Escarpment              |            | Nouvelle-Zélande          |                             | 41° 46′ 32″ S, 171° 46′ 48″ E |              |
| 18     |       | mine Lihir                            |            | Papouasie-Nouvelle-Guinée |                             |                               |              |
| 19     |       | mine Hidden Valley                    |            | Papouasie-Nouvelle-Guinée |                             |                               |              |
| 20     |       | mine Simberi                          |            | Papouasie-Nouvelle-Guinée |                             |                               |              |
| 21     |       | mine Panguna                          |            | Papouasie-Nouvelle-Guinée |                             |                               |              |
| 22     |       | mine Frieda River                     |            | Papouasie-Nouvelle-Guinée |                             |                               |              |
| 23     |       | projet Frieda River                   |            | Papouasie-Nouvelle-Guinée |                             | 4° 42′ 31″ S, 141° 43′ 19″ E  |              |
| 24     |       | mine Wafi-Golpu                       |            | Papouasie-Nouvelle-Guinée |                             |                               |              |
| 25     |       | mine de Porgera                       |            | Papouasie-Nouvelle-Guinée |                             | 5° 24′ 00″ S, 143° 04′ 00″ E  |              |
| 26     |       | Morobe Goldfield                      |            | Papouasie-Nouvelle-Guinée |                             |                               |              |
| 27     |       | mine d'Ok Tedi                        |            | Papouasie-Nouvelle-Guinée |                             | 5° 14′ 26″ S, 141° 11′ 01″ E  |              |
| 28     |       | Bulolo                                |            | Papouasie-Nouvelle-Guinée | district de Bulolo          | 7° 19′ 00″ S, 147° 05′ 00″ E  |              |
| 29     |       | projet Frieda River                   |            | Papouasie-Nouvelle-Guinée |                             |                               |              |
| 30     |       | mine Yandera                          |            | Papouasie-Nouvelle-Guinée |                             |                               |              |
| 31     |       | mont Fubilan                          |            | Papouasie-Nouvelle-Guinée |                             | 5° 05′ 24″ S, 141° 13′ 05″ E  |              |
| 32     |       | mine Misima                           |            | Papouasie-Nouvelle-Guinée |                             |                               |              |
| 33     |       | mine de Gold Ridge                    | or         | Salomon                   |                             | 9° 36′ 00″ S, 160° 08′ 00″ E  |              |